# Canton de Bort-les-Orgues
Le canton de Bort-les-Orgues est une ancienne division administrative française située dans le département de la Corrèze, en région Limousin.
Avec le redécoupage cantonal de 2014, la commune de Bort-les-Orgues est devenue le bureau centralisateur du nouveau canton de Haute-Dordogne.

## Histoire
Le canton de Bort-les-Orgues est l'un des cantons de la Corrèze créés en 1790, en même temps que la plupart des autres cantons français. Il a d'abord été rattaché au district d'Ussel avant de faire partie de l'arrondissement d'Ussel jusqu'en 1926, puis de l'arrondissement de Tulle jusqu'en 1943, puis à nouveau de l'arrondissement d'Ussel.

### Redécoupage cantonal de 2014-2015
Par décret du 24 février 2014, le nombre de cantons du département passe de 37 à 19, avec mise en application aux élections départementales de mars 2015. Le canton de Bort-les-Orgues est supprimé à cette occasion. Ses dix communes sont alors rattachées au canton de Haute-Dordogne dont le bureau centralisateur reste fixé à Bort-les-Orgues.

## Géographie
Ce canton était organisé autour de Bort-les-Orgues dans l'arrondissement d'Ussel. Son altitude variait de 400 m (Saint-Julien-près-Bort) à 853 m (Sarroux) pour une altitude moyenne de 631 m.

## Représentation

### Conseillers d'arrondissement (de 1833 à 1940)
| Période                                  | Période | Identité                   | Étiquette        | Qualité |
| ---------------------------------------- | ------- | -------------------------- | ---------------- | --- |
| 1833                                     | 1848    | Laurent Nicollet fils ainé |                  | Pharmacien à Bort                                                                                           |
|                                          |         |                            |                  | |
| 1886                                     | 1898    | Jacques dit Henri Faucher  | Républicain      | Notaire, conseiller municipal de Bort                                                                       |
|                                          |         |                            |                  | |
| 1925                                     | 1931    | Victor Jouve               |                  | Notaire à Bort                                                                                              |
| 1931                                     | 1940    | M. Demichel                | Radical puis PPF | Maire de Saint-Julien-près-Bort                                                                             |
| 1940                                     |         |                            |                  | Les conseils d'arrondissement ont été suspendus par la loi du 12 octobre 1940 et n'ont jamais été réactivés |
| Les données manquantes sont à compléter. |         |                            |                  | |

### Conseillers généraux de 1833 à 2015
| Période | Période      | Identité                           | Étiquette         | Qualité |
| ------- | ------------ | ---------------------------------- | ----------------- | --- |
| 1833    | 1848         | Pierre-François Chasteau du Breuil |                   | Conseiller à la Cour royale de Riom |
| 1848    | 1871         | Léon Forsse                        |                   | Avocat, propriétaire Maire de Bort-les-Orgues (1848 et 1858-1868) |
| 1871    | 1898         | Léon Theyssier                     | Républicain       | Médecin Maire de Bort-les-Orgues (1886-1896) |
| 1898    | 1904         | Jacques dit Henri Faucher          | Rad               | Notaire - Maire de Bort-les-Orgues (1896-1900), conseiller d'arrondissement |
| 1904    | 1919         | Jean Parre                         | Républicain       | Maire de Bort-les-Orgues (1900-1912) |
| 1919    | 1922         | Jean Eugène Vinzant                | Rad               | Notaire à Bort-les-Orgues |
| 1922    | 1934         | Gustave Martin                     | PRS puis Rad.ind. | Pharmacien à Bort-les-Orgues Vice-président de la Chambre de commerce de Tulle |
| 1934    | 1940         | Jean-Baptiste Brun                 | Rad.              | Industriel Maire de Bort-les-Orgues (1928-1944) Nommé membre de la Commission administrative départementale Nommé conseiller départemental en 1942 Président du Conseil départemental (1942-1945) |
|         |              |                                    |                   | |
| 1945    | 1951         | Albert Sardain                     | PCF               | Mécanicien-machiniste puis pâtissier Maire de Bort-les-Orgues (1944-1945) |
| 1951    | 1970         | Henry Pallut                       | SFIO              | Médecin Maire de Bort-les-Orgues (1945-1959) |
| 1970    | 1974 (décès) | Jean-Baptiste Papon (1898-1974)    | UDR               | Instituteur Maire de Bort-les-Orgues (1964-1971) |
| 1974    | 2015         | Jean-Pierre Dupont                 | RPR puis UMP      | Docteur vétérinaire Suppléant du député Jacques Chirac (1981-1995) Député (1995-2012) Président du Conseil général (1992-2008) Maire de Bort-les-Orgues (1983-2001)                               |

## Composition
Le canton de Bort-les-Orgues regroupait dix communes et comptait 4 715 habitants au 1er janvier 2012.
| Nom                         | Code Insee | Codepostal | Superficie (km2) | Population (dernière pop. légale) | Densité (hab./km2) |
| --------------------------- | ---------- | ---------- | ---------------- | --------------------------------- | ------------------ |
| Bort-les-Orgues (chef-lieu) | 19028      | 19110      | 15,07            | 2 866 (2012)                      | 190                |
| Confolent-Port-Dieu         | 19167      | 19200      | 8,47             | 30 (2012)                         | 3,5                |
| Margerides                  | 19128      | 19200      | 11,80            | 277 (2012)                        | 23                 |
| Monestier-Port-Dieu         | 19142      | 19110      | 18,00            | 130 (2012)                        | 7,2                |
| Saint-Bonnet-près-Bort      | 19190      | 19200      | 17,14            | 195 (2012)                        | 11                 |
| Saint-Julien-près-Bort      | 19218      | 19110      | 30,63            | 429 (2012)                        | 14                 |
| Saint-Victour               | 19247      | 19200      | 14,79            | 188 (2012)                        | 13                 |
| Sarroux                     | 19252      | 19110      | 23,76            | 420 (2012)                        | 18                 |
| Thalamy                     | 19266      | 19200      | 11,84            | 108 (2012)                        | 9,1                |
| Veyrières                   | 19283      | 19200      | 4,10             | 72 (2012)                         | 18                 |

## Démographie
| 1962  | 1968  | 1975  | 1982  | 1990  | 1999  | 2006  | 2011  | 2012  |
| ----- | ----- | ----- | ----- | ----- | ----- | ----- | ----- | ----- |
| 7 420 | 7 043 | 6 840 | 6 155 | 5 838 | 5 149 | 4 966 | 4 728 | 4 715 |